# 鳴響雪松
《鳴響雪松》（俄语：Звенящие кедры России）是一部描述俄羅斯作者弗拉狄米爾·米格烈，將他在西伯利亞泰加林森林裡，巧遇女主角阿納絲塔夏（Анастасия）的見聞，所著述的一系列套書。該系列書共有10集，分別為《鳴響雪松1：阿納絲塔夏》、《鳴響雪松2：俄羅斯的鳴響雪松》、《鳴響雪松3：愛的空間》、《鳴響雪松4：共同的創造》、《鳴響雪松5：我們到底是誰？》、《鳴響雪松6：家族之書》、《鳴響雪松7：生命的能量》、《鳴響雪松8-1：新的文明》、《鳴響雪松8-2：愛的儀式》、《鳴響雪松10：阿納絲塔》。至今這一系列書在世界各地銷售超過兩千五百萬本，並已翻譯成約二十種語言。

## 書寫背景
儘管作者稱其俄文原著文筆乏善可陳，但他在遇到這位森林隱士阿納絲塔夏後，他的思想及人生經歷皆發生極大轉變。該書寫成後，本來沒有任何出版社願意出版，作者遂自費出版，竟意外地在俄羅斯社會引起很大的迴響，其後也被翻譯成二十幾種語文。

## 內容
此系列書包含所有人類一生中最重要的話題，議題涵蓋範圍甚為廣泛，例如：人與自然、教育、農耕、潛能發展、兩性、家庭、療癒、身心靈、飲食、超自然能力、生態家園、祖宗智慧、宇宙與人類歷史、人類未來等等。

## 迴響
2017年2月1日，俄羅斯政府因此書讀者們所發起的倡議，推動了一項罕見的法案《遠東1公頃土地法》（Law on the Far Eastern Hectare）：俄國公民可在遠東聯邦地區，獲得1公頃土地的使用權；五年內可無償用於個人住宅、農業開法、旅遊或其他目的，到期後可選擇續租土地，或取得土地產權。
受此書影響，俄羅斯出現了生態村運動及Ringing Cedars' Anastasianism。